# Mor
Mor, Maureksha o Mayurakshi és un riu de Bengala Occidental, causant de nombroses inundacions. Neix a la muntanya Trikut a 16 km de Deogarh a Jharkhand i després de córrer en aquest estat amb el nom de Motihara entra a Bengala i passa pels districtes de Birbhum i Murshidabad, fins que desaigua al riu Hugli. Té una llargada de 250 km i els principals afluents foren el Brahmani, Dwaraka, Bakeswar o Bakreshwar i Kopai. El nom literalment vol dir "ull del gall d'indi" (mayur o mor = gall d'indi; akshi o eksha = ull) per les seves aigües clares. La seva corrent és molt forta durant les pluges, i en canvi porta molt poca aigua durant uns set mesos d'estació seca. Ha causat diverses inundacions devastadores com les de 1787 i la de 1902. El 1955 es va construir la presa de Massanjore amb finançament canadenc. També cal esmentar la presa de Tilpara. Després de 1960 les inundacions causades pel riu el 1978, 1998, 1999 i 2000 foren menys devastadores.

## Batalla del Mor
Prop del naixement es veuen les ruïnes d'una fortalesa construïda per Khusial Singh, un aventurer rajput que es va establir com a raja de les tribus de la muntanya al segle xviii fins que fou mort en batalla al peu de la muntanya pel raja kshattriya d'Handua en un lloc anomenat en endavant Rajamara.